# 太陽と埃の中で II
『太陽と埃の中で II』（たいようとほこりのなかで ツー）は、CHAGE&ASKA（現：CHAGE and ASKA）のライブ・ビデオ。
1991年3月21日にVHSとLDで、発売された。発売元はポニーキャニオン。

## 背景
本作は、『CONCERT TOUR'90~'91 "SEE YA!!"』の模様を収録したもの。

## リリース
同コンサートの模様を収録した『太陽と埃の中で I』と同時発売。
その後、2009年に販売された『CHAGE and ASKA LIVE DVD BOX 3』に『CONCERT TOUR 1990-1991 "SEE YA!"』として、全曲収録された。

## 収録曲
1. 〜digest I〜
2. YELLOW MEN
作詞：澤地隆　作曲：CHAGE
3. 黄昏を待たずに
作詞・作曲：飛鳥涼
4. LOVE SONG
作詞・作曲：飛鳥涼
5. Primrose Hill
作詞・作曲：CHAGE
6. 男と女
作詞・作曲：飛鳥涼
7. 水の部屋
作詞・作曲：飛鳥涼
8. あきらめのBlue Day
作詞：澤地隆　作曲：CHAGE
9. BELIEVE IT?
作詞：飛鳥涼　作曲：CHAGE
10. 太陽と埃の中で
作詞・作曲：飛鳥涼
11. 〜ending film〜